# Малоритський район
Малоритський район (біл. Маларыцкі раён) — адміністративно-територіальна одиниця у складі Берестейської області Білорусі. Адміністративний центр — місто Малорита. Утворений 1940 року.
Повністю належить до української етнічної території та є частиною Берестейщини.

## Географія
Територія району 1374 км² (14-е місце серед районів Білорусі), на сільгоспугіддя припадає — 597 км², на лісові масиви — 608 км². 99 % територій району знаходиться на висоті 150—170 м над рівнем моря, найвищий пункт 189 м (за 4 км на південь від Малорити). Поверхня — плоска рівнинна з окремими ділянками горбистих форм. Переважають заболочені дерново-карбонатні ґрунти, дерново-підзолисті ґрунти заболочені, торф'яно-болотисті.
Основні річки — Рита та Малорита, основні озера — Оріхівське, Олтуське та Мале, а також Луковське водосховище.
З корисних копалини зустрічаються залізні руди, цегляні глини і сапропелі, торф, силікатні і будівельні піски, відкрито велике родовище крейди.

## Історія
Район був створений 15 січня 1940 року із центром у місті Малорита, у складі Берестейської області. 12 жовтня 1940 року був розділений на 11 сільських рад: Оріхівську, Велику Риту, Гвізницьку, Збуразьку, Луківську, Ляховецьку, Масевитську, Мокранську, Олтуську, Радезьку, Хотиславську. З початку червня 1941 по липень 1944 — район був окупований німецькими військами. На території району діяло кілька партизанських загонів.
Під час Другої світової війни та післявоєнної української збройної боротьби проти радянської окупаційної влади район належав до Берестейського надрайону («Круча») Берестейського окружного проводу ОУН.
16 липня 1954 року були ліквідовані Збуразька, Ляховецька, Масевитська та Радезька сільські ради. 8 серпня 1959 року до району було приєднано Осовську та Чорнянську сільські ради Дивинського району. 25 грудня 1962 року Малоритський район був ліквідований; м. Малорита, сільради Оріхівська, Велика Рита, Гвізницька, Луківська, Мокранська, Олтуська, Хотиславська увійшли до складу Берестейського району. Осовська та Чорнянська сільради передані Кобринському району. 6 січня 1965 року район був відновлений і всі сільські ради, крім Осовської, були повернуті до складу району. 23 грудня 1970 року Малорита була перетворена у місто районного підпорядкування.
При адміністративно-територіальній реорганізації деяких районів Берестейської області 17 вересня 2013 була ліквідована раніше утворена, Малоритська сільська рада, частина її території із селами Гороховище, Збураж та Карпін передано до складу Олтуської сільської ради, інша частина його території із селами Замшани та Толочне передано до складу Хотиславської сільської ради.

## Адміністративний устрій
До складу району входять 79 населених пунктів, із них: 1 місто Малорита, та 78 сільських населених пункти (76 сіл та 2 хутори). Адміністративно район розділений на 8 сільських рад:
- Великоритська
- Гвізницька
- Луківська
- Мокранська
- Олтуська
- Оріхівська
- Хотиславська
- Чорнянська

До 17 вересня 2013 року також існувала Малоритська сільська рада.

## Населення
За переписом населення Білорусі 2009 року чисельність населення району становила 25 780 осіб.

### Національний склад
Національний склад населення району за переписом 2009 року:
|                             | все населення | білоруси | білоруси | українці | українці | росіяни  | росіяни |
| осіб                        | все населення | відсоток | осіб     | відсоток | осіб     | відсоток |         |
| --------------------------- | ------------- | -------- | -------- | -------- | -------- | -------- | ------- |
| м. Малорита                 | 11751         | 10285    | 87,5 %   | 730      | 6,2 %    | 653      | 5,6 %   |
| Великоритська сільська рада | 1813          | 1568     | 86,5 %   | 148      | 8,2 %    | 71       | 3,9 %   |
| Гвізницька сільська рада    | 762           | 720      | 94,5 %   | 18       | 2,4 %    | 18       | 2,4 %   |
| Луківська сільська рада     | 1144          | 1053     | 92,0 %   | 58       | 5,1 %    | 30       | 2,6 %   |
| Малоритська сільська рада   | 1123          | 1031     | 91,8 %   | 52       | 4,6 %    | 33       | 2,9 %   |
| Мокранська сільська рада    | 1880          | 1696     | 90,2 %   | 136      | 7,2 %    | 32       | 1,7 %   |
| Олтуська сільська рада      | 2648          | 2413     | 91,1 %   | 165      | 6,2 %    | 46       | 1,7 %   |
| Оріхівська сільська рада    | 1067          | 984      | 92,2 %   | 67       | 6,3 %    | 13       | 1,2 %   |
| Хотиславська сільська рада  | 2196          | 1773     | 80,7 %   | 374      | 17,0 %   | 41       | 1,9 %   |
| Чорнянська сільська рада    | 1396          | 1252     | 89,7 %   | 102      | 7,3 %    | 29       | 2,1 %   |
| Малоритський район          | 25780         | 22775    | 88,3 %   | 1850     | 7,2 %    | 966      | 3,7 %   |

### Мова
Рідна мова населення за переписом 2009 року:
|                             | все населення | білоруська | білоруська | російська | російська | українська | українська |
| осіб                        | все населення | відсоток   | осіб       | відсоток  | осіб      | відсоток   |            |
| --------------------------- | ------------- | ---------- | ---------- | --------- | --------- | ---------- | ---------- |
| м. Малорита                 | 11 751        | 5 014      | 42,7 %     | 6 286     | 53,5 %    | 362        | 3,1 %      |
| Великоритська сільська рада | 1 813         | 747        | 41,2 %     | 980       | 54,1 %    | 79         | 4,4 %      |
| Гвізницька сільська рада    | 762           | 715        | 93,8 %     | 22        | 2,9 %     | 17         | 2,2 %      |
| Луківська сільська рада     | 1 144         | 965        | 84,4 %     | 92        | 8,0 %     | 53         | 4,6 %      |
| Малоритська сільська рада   | 1 123         | 805        | 71,7 %     | 280       | 24,9 %    | 25         | 2,2 %      |
| Мокранська сільська рада    | 1 880         | 876        | 46,6 %     | 853       | 45,4 %    | 107        | 5,7 %      |
| Олтуська сільська рада      | 2 648         | 2 372      | 89,6 %     | 118       | 4,5 %     | 126        | 4,8 %      |
| Оріхівська сільська рада    | 1 067         | 769        | 72,1 %     | 261       | 24,5 %    | 35         | 3,3 %      |
| Хотиславська сільська рада  | 2 196         | 1 130      | 51,5 %     | 835       | 38,0 %    | 223        | 10,2 %     |
| Чорнянська сільська рада    | 1 396         | 1 197      | 85,7 %     | 93        | 6,7 %     | 75         | 5,4 %      |
| Малоритський район          | 25 780        | 14 590     | 56,6 %     | 9 820     | 38,1 %    | 1 102      | 4,3 %      |